# Phoenix Mercury 2019
La stagione 2019 delle Phoenix Mercury fu la 23ª nella WNBA per la franchigia.
Le Phoenix Mercury arrivarono quinte nella Western Conference con un record di 15-19. Nei play-off persero al primo turno con le Chicago Sky (1-0).

## Roster
| N° | Naz.                   | Ruolo | Sportivo          | Anno | Alt. | Peso |
| -- | ---------------------- | ----- | ----------------- | ---- | ---- | ---- |
| 0  | Stati Uniti (bandiera) | A     | Asia Taylor       | 1991 | 185  | 76   |
| 1  | Stati Uniti (bandiera) | G     | Arica Carter      | 1996 | 170  | 65   |
| 3  | Stati Uniti (bandiera) | G     | Diana Taurasi     | 1982 | 183  | 78   |
| 5  | Australia (bandiera)   | G     | Leilani Mitchell  | 1985 | 165  | 58   |
| 6  | Stati Uniti (bandiera) | G     | Yvonne Turner     | 1987 | 175  | 59   |
| 9  | Stati Uniti (bandiera) | G     | Sophie Cunningham | 1996 | 185  | 77   |
| 11 | Australia (bandiera)   | A     | Alanna Smith      | 1996 | 191  | 82   |
| 12 | Stati Uniti (bandiera) | G     | Briann January    | 1987 | 173  | 65   |
| 17 | Stati Uniti (bandiera) | G     | Essence Carson    | 1986 | 183  | 74   |
| 20 | Stati Uniti (bandiera) | A     | Camille Little    | 1985 | 188  | 82   |
| 21 | Stati Uniti (bandiera) | A     | Brianna Turner    | 1996 | 191  | 77   |
| 24 | Stati Uniti (bandiera) | A     | DeWanna Bonner    | 1987 | 193  | 65   |
| 31 | Spagna (bandiera)      | A     | Sancho Lyttle     | 1983 | 196  | 79   |
| 42 | Stati Uniti (bandiera) | C     | Brittney Griner   | 1990 | 203  | 94   |

## Staff tecnico
- Allenatore: Sandy Brondello
- Vice-allenatori: Julie Hairgrove, Penny Taylor
- Vice-allenatore per lo sviluppo dei giocatori: Jennifer Gillom
- Preparatore atletico: Alicia Yamamoto
- Preparatore fisico: Jonathan Mak